# Mișcarea Kapistă

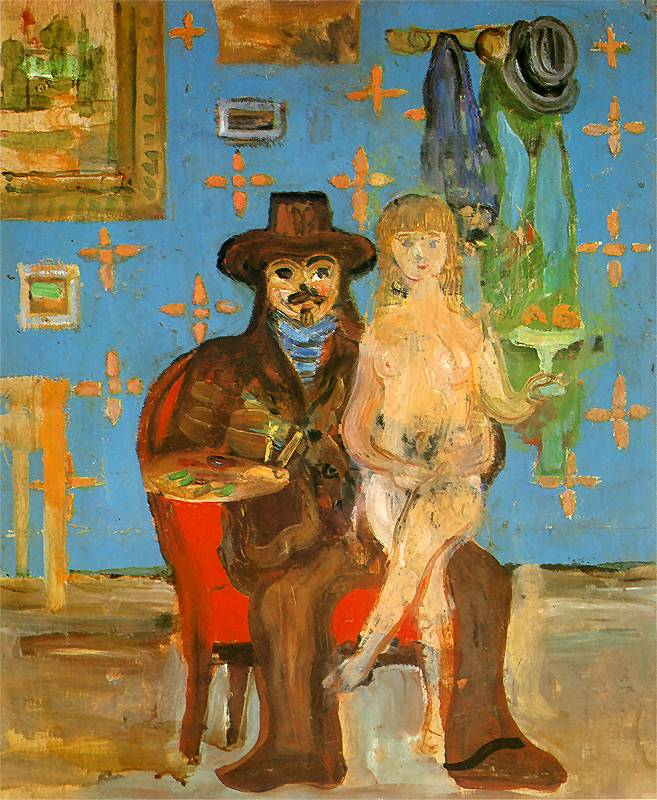
Zygmunt Waliszewski — Pictorul și modelul

Mișcarea Kapistă sau Mișcarea coloriștilor poloneză Kapiści, de la KP, acronimul polonez pentru Comitetul de la Paris (germană „Pariser Komitee“) a fost un grup de pictori polonezi din anii 1930 care au dominat peisajul artistic polonez al epocii. Spre deosebire de tradițiile romantismului polonez, Kapiștii au subliniat independența artei față de orice tradiție istorică, simbolism sau influențe ale literaturii și istoriei. Ei s-au format în jurul lui Józef Pankiewicz și au fost sub influența puternică a postimpresioniștilor francezi.

## Descriere
Grupul a plecat la Paris în anul 1923 și după șapte ani a revent la Cracovia. Kapiștii au adus culturii artistice poloneze influențe puternice ale impresionismului, chiar dacă după aceea avangardiștii au alunecat mai degrabă către o poziție critică în legătură cu creația lor.

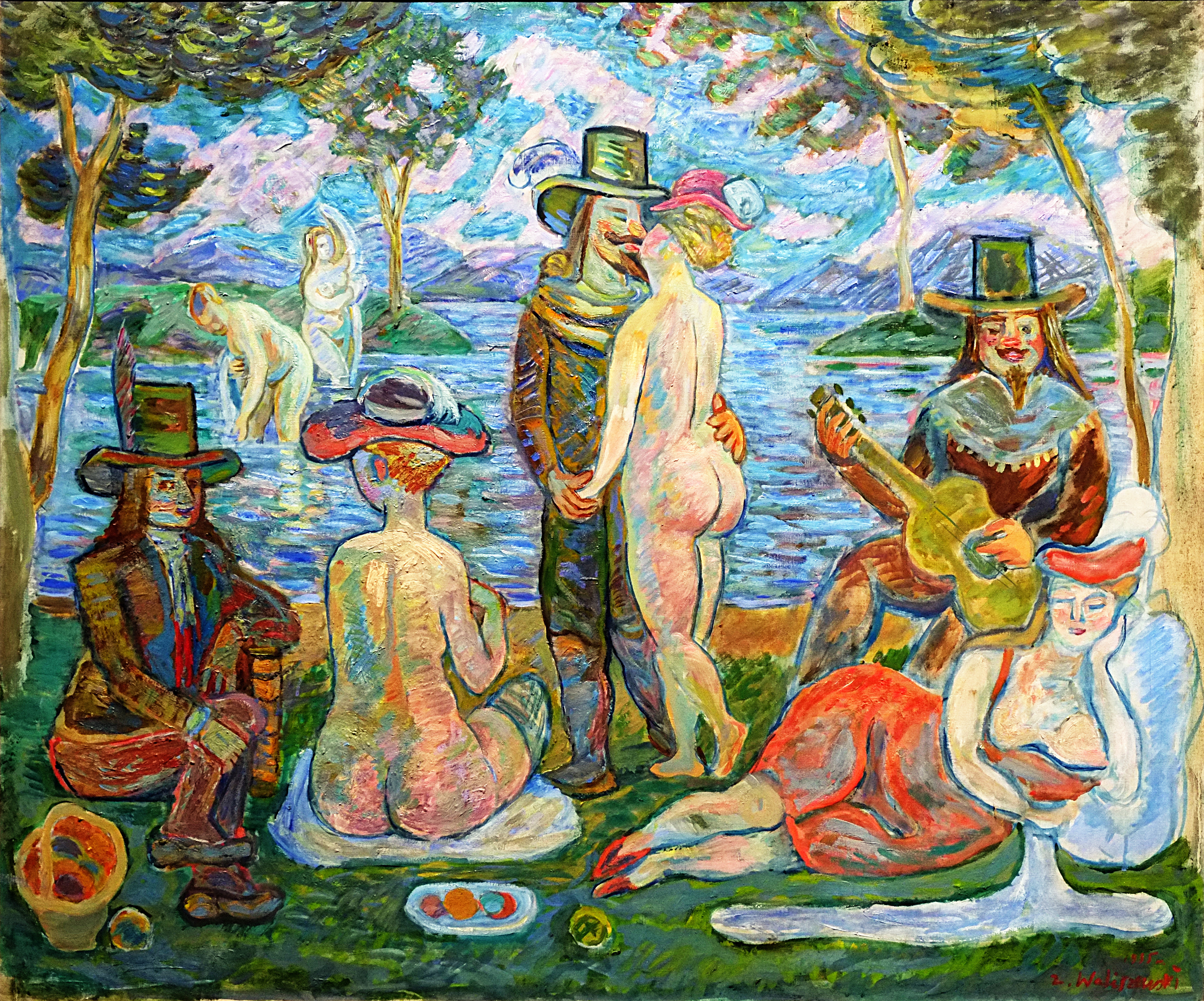
Insula dragostei — Zygmunt Waliszewski (1897–1936)

Numele mișcării a fost derivat din numele complet al așa-numitului „Comitet de la Paris pentru ajutorarea studenților care trăiesc în Franța pentru studii de artă”, sau Paris Committee of Relief for Students Leaving for Artistic Studies in France (poloneză Komitet Paryskiej Pomocy dla Wyjeżdżających Studentów na Studia Malarskie do Francji). În afară de Pankiewicz, printre cele mai cunoscute personalități Kapiste au fost Jan Cybis, Józef Czapski, Józef Jarema, Artur Nacht-Samborski, Eugeniusz Gepper, Piotr Potworowski, Hanna Rudzka și Zygmunt Waliszewski.

## Trăsături caracteristice
Kapiștii au pictat peisaje și portrete. Culoarea a fost mai importantă pentru ei decât construcția desenului. În operele lor predomină culorile calde, umbrele fiind preponderent create cu nuanțe reci fără folosirea negrului. Stilul de a picta este unul simplu, ce evită simbolismul, ambiguitatea și influența istoriei și literaturii. Deviza kapiștilor era: "culoare formă în formă".